# Rubén Acosta
Rubén Ademar Acosta Orrico (Montevideo, Uruguay, 22 de marzo de 1968) es un exfutbolista uruguayo. Se desempeñaba como delantero y militó en diversos clubes de Uruguay y Chile.

## Clubes
| Club                 | País    | Año       |
| -------------------- | ------- | --------- |
| Villa Española       | Uruguay | 1990      |
| Colón                | Uruguay | 1991      |
| Cerro                | Uruguay | 1992-1995 |
| Deportes Antofagasta | Chile   | 1995-1998 |
| Palestino            | Chile   | 1998      |
| Huracán Buceo        | Uruguay | 1999      |
| Villa Española       | Uruguay | 2000      |
| Racing de Montevideo | Uruguay | 2000      |
| Tacuarembó           | Uruguay | 2001-2002 |
| Deportivo Colonia    | Uruguay | 2003      |